# Ангел Бумбаров
Ангел Спасов Бумбаров е български просветен и църковен деец, активен деец на Българското възраждане в Македония.

## Биография
Роден е в 1843 година в неврокопското село Фотовища, тогава в Османската империя. Брат е на българския просветен деец Стоян Бумбаров. Ангел Бумбаров става учител и дълги години преподава в родното си село в периода 1862 – 1874 година. Взема участие в борбата за независима българска църква. Умира в 1909 година.
Синът му Никола Ангелов Бумбаров става дякон и също е учител във Фотовища през Възраждането.